# Euphorbia cordifolia
Euphorbia cordifolia är en törelväxtart som beskrevs av Stephen Elliott. Euphorbia cordifolia ingår i släktet törlar, och familjen törelväxter. Inga underarter finns listade i Catalogue of Life.